# Volapük

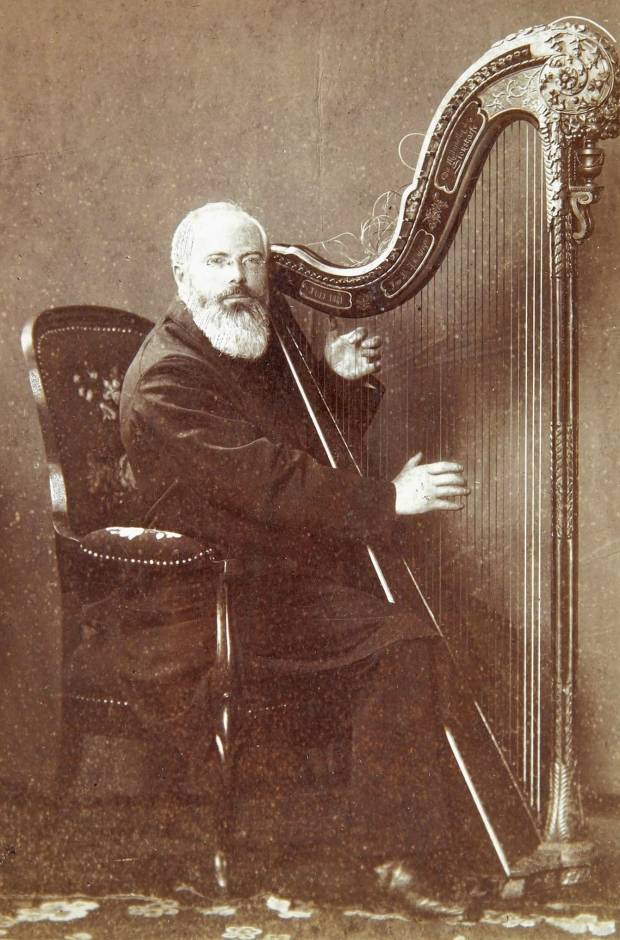
Schleyer

Volapük [vola'pyk] là một ngôn ngữ nhân tạo (constructed language), được Johann Martin Schleyer, một thầy tu Công giáo La Mã ở Baden, Đức sáng tạo ra năm 1879–1880. Schleyer cảm thấy rằng Đức Chúa trước đó đã bảo ông tạo ra một ngôn ngữ quốc tế trong khi ông đang mơ. Các hội nghị tiếng Volapük đã diễn ra năm 1884 (Friedrichshafen), 1887 (München), và 1889 (Paris). Hai hội nghị đầu sử dụng tiếng Đức, và hội nghị cuối chỉ sử dụng tiếng Volapük. Năm 1889, có khoảng 283 câu lạc bộ, 25 tạp chí xuất bản định kỳ bằng tiếng Volapuk hoặc viết về tiếng Volapük, và 316 cuốn sách giáo khoa bằng 25 thứ tiếng. Ngày nay, chỉ còn khoảng 20-30 người nói tiếng Volapük trên toàn thế giới do vào cuối thế kỉ 20, ngôn ngữ này đã dần bị tiếng Esperanto thay thế.

## Chính tả
| letter | IPA            |
| ------ | -------------- |
| a      | [a]            |
| ä      | [ɛ]            |
| b      | [b]            |
| c      | [tʃ] hoặc [dʒ] |
| d      | [d]            |
| e      | [e]            |
| f      | [f]            |

| letter | IPA          |
| ------ | ------------ |
| g      | [ɡ]          |
| h      | [h]          |
| i      | [i]          |
| j      | [ʃ] hoặc [ʒ] |
| k      | [k]          |
| l      | [l]          |
| m      | [m]          |

| letter | IPA                 |
| ------ | ------------------- |
| n      | [n]                 |
| o      | [o]                 |
| ö      | [ø]                 |
| p      | [p]                 |
| r      | [r] (added in 1931) |
| s      | [s] hoặc [z]        |
| t      | [t]                 |

| letter | IPA            |
| ------ | -------------- |
| u      | [u]            |
| ü      | [y]            |
| v      | [v]            |
| x      | [ks] hoặc [gz] |
| y      | [j]            |
| z      | [ts] hoặc [dz] |

Schleyer đã đề xuất các kiểu thay thế cho nguyên âm umlaut (biến âm) nhưng chúng đã không được sử dụng.

Ghi chú: ä, ö và ü nhiều khi được viết ay, oy và uy (tương tự chính tả thay thế của tiếng Đức ae, oe, ue).

## Ngữ pháp
Schleyer đã phỏng từ vựng phần lớn từ tiếng Anh, với một chút ít từ vựng của tiếng Đức và tiếng Pháp, và thường được cải biến đi, và không dễ chút nào để nhận ra từ gốc mà nó mượn. Ví dụ, "vol" và "pük" được lấy từ các từ tiếng Anh là "world" và "speak". Các từ đa âm tiết thường được nhấn ở âm tiết đầu, bất kể ngôn ngữ gốc nhấn âm ở âm tiết nào. Dù về mặt ngôn ngữ học không quan trọng và bất chấp sự đơn giản và tính kiên định của quy luật nhấn trọng âm, việc làm biến dạng này đã bị những người phỉ báng ngôn ngữ này chế giễu nhiều. Tuy nhiên, dường như Schleyer đã có chủ ý làm biến dạng các từ vay mượn theo cách đó để chúng khó có thể được nhận ra và như thế chúng sẽ mất liên hệ với các ngôn ngữ - và rộng hơn với các quốc gia mà chúng xuất thân. So sánh với các chỉ trích rằng tiếng Esperanto (quốc tế ngữ) và Interlingua (quốc tế khoa học ngữ) dễ cho người châu Ấn học hơn là cho dân không phải là người bản xứ châu Âu.
Như trong tiếng Đức, danh từ tiếng Volapük có 4 cách: chỉ định cách, sở hữu cách, tặng cách, và đổi. Trong các từ ghép, phần đầu của từ thường được tách khỏi phần thứ 2 bởi đuôi sở hữu "-a", ví dụ. Vola-pük có nghĩa là "thuộc ngôn ngữ thế giới". Tuy nhiên, các đuôi (-e dative, -i accusative) đôi khi được dùng hoặc gốc từ có thể được chắp dính vào chỉ định cách mà không có nguyên âm chia tách.